# Prediger des Päpstlichen Hauses
Prediger des Päpstlichen Hauses ist ein Amt der Römische Kurie. Qua Amt ist er Mitglied des Päpstlichen Hauses. Seit 9. November 2024 hat Roberto Pasolini OFMCap das Amt inne.

## Geschichte
Das Amt wurde 1555 von Papst Paul IV. geschaffen. Anfangs war das Amt unpopulär, da es die Aufgabe hatte, die Mitglieder des päpstlichen Hofes an ihre jeweiligen Pflichten zu erinnern. Von den vier Generalprokuratoren der Dominikaner, Franziskaner, Augustinereremiten und Karmeliten übernahm er die Aufgabe an den Sonntagen der Advents- und Fastenzeit zu predigen.
Am 2. März 1753 legte Papst Benedikt XIV. im Breve Inclytum Fratrum Minorum fest, dass zukünftig nur noch Kapuziner das Amt übernehmen sollten, da diese „ein Vorbild christlicher Frömmigkeit und religiöser Vollkommenheit, der Pracht der Lehre und des apostolischen Eifers“ seien.
Aktuell predigt er dem Papst, den Kardinälen, Bischöfen, Prälaten und Generaloberen der Orden an jedem Freitag der Advents- und Fastenzeit. Als einzige Person darf er vor dem Papst predigen. Am Karfreitag findet diese Predigt in der Feier vom Leiden und Sterben Christi im Petersdom statt.

## Amtsinhaber
- Francisco di Jesi OFMCap (?–1532)
- Callisto Fornari CRL (1532–?)
- Francisco de Toledo Herrera, SJ (1569–1593), danach Kardinal
- Ambrogio Brandi OP (1593–1595)
- Anselmo Marzato OFMCap (1595–1604), danach Erzbischof von Chieti und Kardinal
- Pedro della Madre di Dio OCD (1604–1608)
- Jeronimo da Narni OFMCap (1608–1629)
- Nicola Riccardi OP (1629–1639)
- Luigi Albrizzi SJ (1639–1651)
- Giovanni Paolo Oliva SJ (1651–1673)
- Bonaventura Massari da Recanati OFMCap (1673–1680?)
- Tommaso Maria Ferrari SJ (1680?–1692)
- Paolo Segneri SJ (1692–1694)
- Francesco Maria Casini OFMCap (1707–1712), danach Kardinal
- Bonaventura Barberini OFMCap (1718–1740), danach Erzbischof von Ferrara
- Michelangelo Franceschi da Reggio OFMCap (1740–1750)
- Francesco Maria da Bergamo OFMCap (1752–1773)
- Giuseppe Maria Luvini da Lugano OFMCap (1773–1785)
- Pietro da Como OFMCap (1785–1791)
- Pierantonio da Parma OFMCap (1791–1793)
- Giovanni Fraschina OFMCap (1793–1804)
- Federico Bencivenni OFMCap (1804–1817)
- Giuseppe Somigli OFMCap (1817–1820)
- Ludovico Micara da Frascati OFMCap (1820–1827), Generalminister des Kapuzinerorden und danach Kardinal
- Lorenzo Serafini OFMCap (1827–1840)
- Luigi Petroni OFMCap, aus Bagnaia, (1840–1845)
- Ignazio Signorini OFMCap, aus Rovereto (1845–1847)
- Lorenzo Signani OFMCap, aus Brisighella (1847–1855), danach Bischof von Nepi und Sutri
- Luigi Puecher-Passavalli (Luigi da Trento) OFMCap (1855–1867)
- Eusebio Manier da Monte Santo OFMCap (1867–1881)
- Paolo Marco Tei OFMCap (1881–1904)
- Pacifico Carletti da Seggiano OFMCap (1904–1914)
- Luca Ermenegildo Pasetto OFMCap (Luca da Padova) OFMCap (1914–1921)
- Vittorio Consigliere da Sestri Ponente OFMCap (1921–1931)
- Vigilio Federico Dalla Zuanna da Valstagna, (4. September 1931–12. Mai 1941), Generalminister der Kapuziner, danach Bischof von Carpi
- Clemente da Santa Maria di Punta OFMCap (geboren als Albino Vicentini) (1. Januar 1944–20. März 1959)
- Ilarino da Milano OFMCap (geboren als Alfredo Marchesi) (20. März 1959–23. Januar 1980)
- Raniero Cantalamessa OFMCap (23. Januar 1980–9. November 2024), Kardinal
- Roberto Pasolini OFMCap (seit 9. November 2024)